# Bom Jesus do Norte
Bom Jesus do Norte is een gemeente in de Braziliaanse deelstaat Espírito Santo. De gemeente telt 9.672 inwoners (schatting 2009).
De plaats ligt aan de rivier de Itabapoana. Aan de overzijde van de rivier ligt Bom Jesus do Itabapoana in de deelstaat Rio de Janeiro.

## Verkeer en vervoer
De plaats ligt aan de wegen BR-484 en ES-297.